# 2MASS J00415453+1341351
2MASS J00415453+1341351 ist ein L-Zwerg  der Spektralklasse L0 im Sternbild Fische. Seine Position verschiebt sich aufgrund seiner Eigenbewegung jährlich um 0,22 Bogensekunden. Das Objekt wurde 2002 von Suzanne L. Hawley et al. entdeckt.